# تولانی سررو
تولانی سررو (هلندی: Thulani Serero؛ زادهٔ ۱۱ آوریل ۱۹۹۰) یک بازیکن فوتبال اهل آفریقای جنوبی است.

## باشگاهی
از باشگاه‌هایی که در آن بازی کرده‌است می‌توان به آژاکس آمستردام اشاره کرد.

## تیم ملی
وی همچنین در تیم ملی فوتبال آفریقای جنوبی بازی کرده است.